# Panzerregiment 27
Het Panzerregiment 27 was een Duits tankregiment van de Wehrmacht tijdens de Tweede Wereldoorlog.

## Krijgsgeschiedenis
Panzerregiment 27 werd opgericht op 1 oktober 1940 in Paderborn in Wehrkreis VI. De I. Abteilung kwam uit Pz.Ers.Abt. 11 Paderborn, de II. Abteilung uit Pz.Ers.Abt. 25 Erlangen en III. Abteilung uit Pz.Ers.Abt. 10 Neuruppin.
Het regiment maakte bij oprichting deel uit van de 19e Pantserdivisie en bleef dat gedurende zijn hele bestaan.
Het regiment capituleerde (met de rest van de divisie) bij oostelijk van Praag  aan Sovjettroepen op 8 mei 1945.

## Samenstelling bij oprichting
- I. Abteilung met 3 compagnieën (1-3)
- II. Abteilung met 3 compagnieën (4-6)
- III. Abteilung met 3 compagnieën (7-9)

## Wijzigingen in samenstelling
Op 10 augustus werd de III. Abteilung opgeheven en op 31 maart 1942 ook de I. Abteilung. Vervolgens werd de II. Abteilung omgedoopt naar I. Abteilung. Op 1 april 1943 werd weer een nieuwe II. Abteilung gevormd door opnemen van en omdopen van Pz.Abt 138. Op 1 september 1943 werd nog een 8e compagnie gevormd.

## Opmerkingen over schrijfwijze
- Abteilung is in dit geval in het Nederlands een tankbataljon.
- II./Pz.Rgt. 27 = het 2e Tankbataljon van Panzerregiment 27

## Commandanten
| Rang                                       | Naam                | Begin           | Eind            |
| ------------------------------------------ | ------------------- | --------------- | --------------- |
| Oberst                                     | Walter Spannenkrebs | 1940            | 1941            |
| Oberstleutnant Oberst (Vanaf 1 maart 1942) | Wolfgang Thomale    | 5 augustus 1941 | 31 maart 1942   |
| Oberst                                     | Halsn Ilgen         | 1942            | 1943            |
| Oberst                                     | Heinrich Becker     | 1 april 1943    |                 |
| Oberst                                     | Ewald Hohmann       | 8 juli 1943     |                 |
| Oberst                                     | Johannes Bayer      | 1944            |                 |
| Oberstleutnant                             | Walter Pössl        | 1944            |                 |
| Oberst                                     | Friedrich von Hake  | 10 oktober 1944 | 17 januari 1945 |
| Oberstleutnant i.G.                        | Buttler             | 1945            |                 |
| Major                                      | Öchsle              | 1945            |                 |

Panzerregiment 1 · Panzerregiment 2 · Panzerregiment 3 · Panzerregiment 4 · Panzerregiment 5 · Panzerregiment 6 · Panzerregiment 7 · Panzerregiment 8 · Panzerregiment 9 · Panzerregiment 10 · Panzerregiment 11 · Panzerregiment 15 · Panzerregiment 16 · Panzerregiment 17 · Panzerregiment 18 · Panzerregiment 21 · Panzerregiment 22 · Panzerregiment 23 · Panzerregiment 24 · Panzerregiment 25 · Panzerregiment 26 · Panzerregiment 27 · Panzerregiment 28 · Panzerregiment 29 · Panzerregiment 31 · Panzerregiment 33  · Panzerregiment 35 · Panzerregiment 36 · Panzerregiment 39 · Panzerregiment 69 · Panzerregiment 80 · Panzerregiment 100 · Panzerregiment 101 · Panzerregiment 102 · Panzerregiment 116 · Panzerregiment 118 · Panzer-Lehr-Regiment 130 · Panzerregiment 201 · Panzerregiment 202 · Panzerregiment 203 · Panzerregiment 204 · Schweres Panzer-Regiment Bäke · Panzerregiment Brandenburg · Panzerregiment Coburg · Panzerregiment Feldherrnhalle · Panzerregiment Feldherrnhalle 2 · Panzerregiment Hermann Göring · Panzerregiment Großdeutschland · Panzerregiment Kurmark · Panzerregiment von Lauchert · Panzerregiment Major Rettemeier · Fallschirm-Panzerregiment 1 · Fallschirm-Panzerregiment 21 · SS-Panzerregiment 1 LSSAH · SS-Panzerregiment 2 · SS-Panzerregiment 3 · SS-Panzerregiment 5 · SS-Panzerregiment 9 · SS-Panzerregiment 10 · SS-Panzerregiment 11 · SS-Panzerregiment 12